# Pyretaulax
Pyretaulax là một chi bướm đêm thuộc họ Cosmopterigidae.